# Pteromalus infelix
Pteromalus infelix är en stekelart som beskrevs av Dalla Torre 1898. Pteromalus infelix ingår i släktet Pteromalus och familjen puppglanssteklar. Inga underarter finns listade i Catalogue of Life.